# گارافیا
گارافیا (به اسپانیایی: Garafía) یک شهرستان در اسپانیا با جمعیت ۱٬۸۰۴ نفر است که در جزایر قناری واقع شده‌است.